# ألساندريا

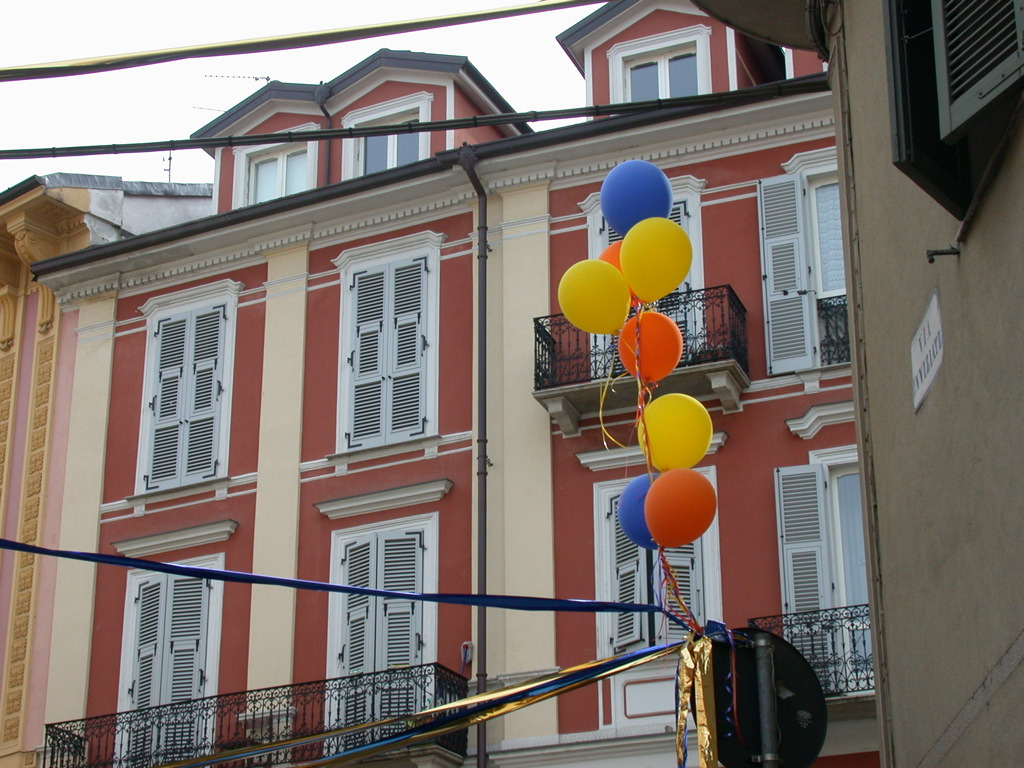
مباني وسط المدينة

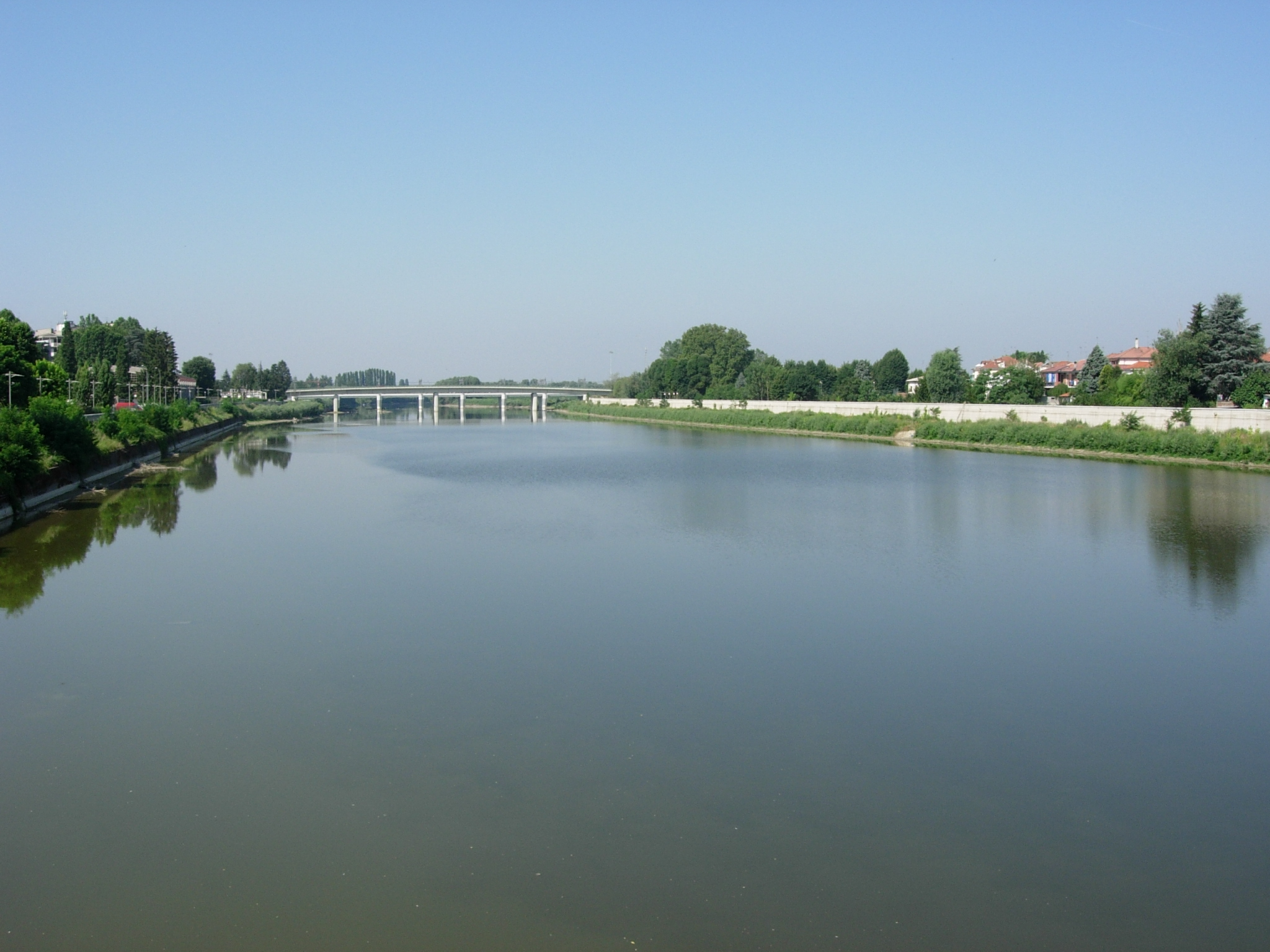
نهر تانارو

ألساندريا (بالإيطالية: Alessandria)‏، مدينة إيطالية بإقليم بييمونتي وثالث أكبر مدنه بعد تورينو ونوفارا، عاصمة مقاطعة ألساندريا، يبلغ سكانها 92.839 نسمة.

## السكان
تطور النمو السكاني لـ ألساندريا

## الجغرافيا
تقع في سهل فيضي تكون من نهري تانارو وبورميدا، بالقرب من نقطة التقاءهما. بفضل موقعها في مركز مثلث تورينو - جنوى - ميلانو، تعد المدينة عقدة طريق سريعة وسكة حديد رئيسية، تقع جنوب غرب محطة الركاب. يخدمها طريقي A21 و A26 السريعين.
تبعد عن مدينة تورينو حوالي 88 كم باتجاه الجنوب الشرقي.

## التاريخ

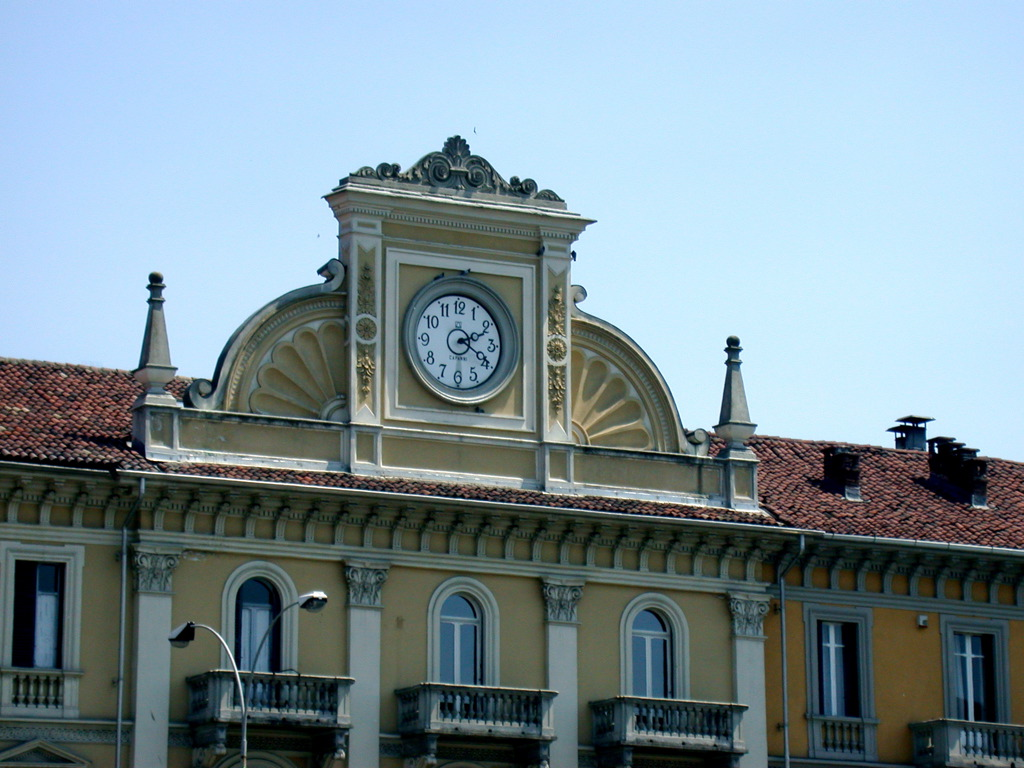
ساعة ساحة غاريبالدي

تأسست ألساندريا عام 1168 على تجمعات حضرية موجودة سابقاً، لتكون معقلا للعصبة اللومباردية، المدفاعة عن الحريات التقليدية لبلديات شمال إيطاليا ضد قوى فريدريك بربروسا الإمبراطورية.
كانت ألساندريا توجد ضمن أراضي مونفيراتو، حليفة الإمبراطور المخلصة، ويفترض أنها سميت كذالك عام 1168 تتشريفاً لخصم الإمبراطور البابا إسكندر الثالث. بين عامي 1174-1175 صمد الحصن في وجه حصار إمبراطوري وقامت بسرعة. تقول الأسطورة (تشبه مارواه أومبيرتو إكو في "باودولينو"، عن قصة دفاع المطران هيركولانوس الناجح عن بيرودجا قبل عدة قرون) أنها أنقذت من خلال فلاح ذكي اسمه غالياودو: حيث أطعم بقرته بآخر كمية من الحبوب باقية داخل المدينة، ثم أخذها خارج أسوار المدينة حتى وصل إلى المعسكر الإمبراطوري، حيث اعتـُقل هناك، وذبحت بقرته لطبخها: لـمّا وجد جنود الإمبراطور معدة البقرة مليئة بالحبوب، سـُئـِلَ غالياودو عن سبب إهدار وجبة غنية كتلك، فأجابهم بأنه اضطر لإطعام بقرته بالحبوب لوجود الكثير منها، ولا يوجد مخازن تكفيها داخل المدينة. وخشية من أن استمرار الحصار زمناً طويلا ترك الإمبراطور ألساندريا حرة. (ربما كانت الملاريا السبب الحقيقي لرحيله). ويوجد تمثال لغالياودو عند الزاوية اليسرى لكاتدرائية المدينة.
مُنحت ألساندريا ميثاقا كبلدية حرة في عام 1198، ولكنها دخلت في صراع نفوذ مع بلديات المنطقة الأقدم وخاصة مع أستي.
سقطت ألساندريا عام 1348 في أيدي عائلة فيسكونتي ثم انتقلت مع ممتلكاتهم إلى عائلة سفورزا، تابعةً لما يحدث في ميلانو، حتى تم التنازل عنها عام 1707 إلى آل سفويا، ومنذ ذلك الحين وصاعداً صارت جزءا من بييمونتي.
استولت عليها فرنسا بنجاح نابليون في معركة مارينغو عام 1800، وأصبحت عاصمة مقاطعة مارينغو النابليونية. وخلال هذه الفترة بنيت قلعة كبيرة إلى الشمال من المدينة تحتوي على ثكنات كبيرة لا تزال تستخدم كمقر عسكري ومخازن. بقايا حصن ثانٍ جنوب المدينة (حي كريستو) قُطع إلى جزئين لصالح سكك الحديد.

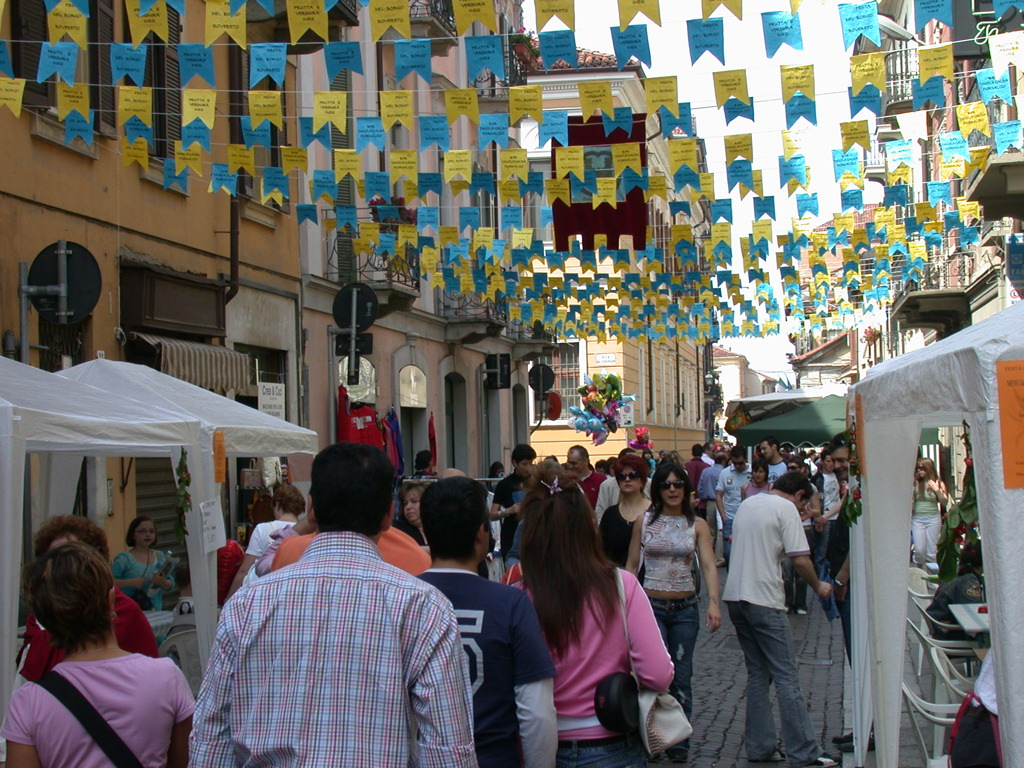
خلال أحد المهرجانات

يعاد إحياء ذكرى معركة مارينغو سنوياً في الرابع عشر من يونيو بضاحية سبينيتا مارينغو.
عادت ألساندريا لحكم سافويا مرة أخرى عام 1814 جزءاً من مملكة سردينيا.
خلال سنوات عملية توحيد إيطاليا كانت ألساندريا مركز نشط لليبراليين.
كانت ألساندريا أول عاصمة مقاطعة إيطالية يحكمها الإشتركيون : حيث انتخب الساعاتي باولو ساكو كعمدة في 25 يوليو 1899.
كانت ألساندريا هدفاً عسكرياً تكتيكياً خلال الحرب العالمية الثانية وتعرضت لقصف كثيف من قوات الحلفاء، أفدحُها كانت غارات يوم 30 أبريل 1944 ب238 قتيلا ومئات الجرحى، ويوم 5 ابريل 1945 وكانت الحصيلة 160 قتيلا بينهم 60 طفلا من أطفال ملجأ شارع غالياودو. وفي نهاية ذلك الشهر مدينة تحررت من الاحتلال الألماني (1943-1945) بفضل المقاومة الحزبية وقوات برازيلية.
يوم 6 نوفمبر 1994 فاض نهر تانارو مـُغرقاً جزءاً من المدينة، ومتسبباً في أضرار كبيرة خاصة في حي أورتي.